# Feud
Nel mondo del wrestling, un feud (in italiano faida) è una rivalità creata a tavolino tra due o più wrestler.
I feud sono parte delle storyline che vanno in onda in televisione (di fatto continuano sempre nei programmi televisivi della federazione, tranne in alcuni casi particolari), essendo la base sulla quale vengono sviluppati gli angle. Allo studio delle rivalità provvedono i booker, ossia il team creativo.

## Caratteristiche
Una faida ha solitamente una durata piuttosto lunga: può iniziare con un banale screzio tra due wrestler o una serie di insulti, così come per conflitti di moralità o semplicemente il voler dimostrare di essere meglio del rivale, puntando per esempio a vincere un titolo (championship) e perdurare fino al match "culmine" (blow off) che si svolge spesso mesi dopo nel corso di un evento in pay-per-view e in alcuni casi può prolungarsi anche per diversi anni. Tuttavia, può durare anche un solo mese o anche concludersi nell'arco di un solo incontro, a causa di vari motivi, quali reali (legit) infortuni o la mancanza di interesse da parte dei fan. Per quanto possa essere studiato a tavolino, una faida deve infatti andare incontro al favore dei fan e quando ciò non accade viene spesso terminato bruscamente (abortion): i progetti per i wrestler coinvolti cancellati o modificati.
Tradizionalmente i proprietari di una federazione (promotion) volevano "proteggere" il mondo del wrestling mantenendo sempre la kayfabe, ossia con i wrestler che rimanevano nel proprio personaggio anche in pubblico, così da far credere ai fan che i wrestler coinvolti in una faida "si odiavano davvero" e volevano realmente avere la meglio sul proprio rivale. Quando il wrestling era basato a territori regionali certe rivalità duravano anni e se i wrestler in questione erano scoperti essere in realtà amici o erano visti in pubblico come amici, ciò avrebbe spezzato l'illusione della loro rivalità, rendendo vani tutto il lavoro di promozione per arrivare a quel punto. Tuttavia nel corso degli anni il mondo del wrestling è diventato più aperto e flessibile, permettendo ai fan di vedere altrimenti: ciò è iniziato a causa di un "incidente" che comprendeva i membri della Kilq durante un evento dal vivo dell'allora World Wrestling Federation, quando i "buoni" Shawn Michaels e Scott Hall hanno abbracciato i "cattivi" Kevin Nash e Hunter Hearst Hemsley (Triple H), spezzando quindi l'illusione.

### Soggetti coinvolti
Nella stragrande maggioranza dei casi, una faida vede opposti un face ("buono"), il beniamino del pubblico, e un heel ("cattivo"), il cattivo della situazione. Perché una faida funzioni, i wrestler coinvolti devono assumere atteggiamenti e agire in modo da stuzzicare il più possibile l'attenzione dei fan: in quest'ottica le faide che generalmente funzionano meglio sono quelle che vedono lottare l'uno contro l'altro wrestler che fino a qualche tempo prima erano considerati amici, magari compagni di tag team, fino a quando uno dei due non ha voltato le spalle (turn) al proprio compagno di tag team, dando quindi vita a una rivalità.

### Durata
Tra l'inizio e la fine della faida, i wrestler interessati si sfidano più volte in diversi incontri o magari si limitano a interferire nei match dell'avversario; assumono una grande importanza anche i segmenti al microfono (promo), pieni di invettive nei confronti dello sfidante. Spesso nel corso degli show televisivi vengono mandati in onda dei video che riassumono i momenti salienti della faida, in modo da rendere ancor più lineare agli occhi dei fan lo sviluppo della rivalità. Nella storia del wrestling, si sono avute anche faide "veloci", caratterizzate da una durata di pochi giorni o settimane (come, per esempio, quella tra John Cena e Bobby Lashley nel luglio 2007 per il WWE Championship detenuto da Cena, con i due che si sono scontrati solo durante il match singolo in pay-per-view a The Great American Bash, dove si è conclusa la faida), così come faide "lunghissime" (marriage), durate anche anni. Esempio di ciò nella WWE sono la rivalità tra Steve Austin e Mr. McMahon, così come quella tra lo stesso Austin e Triple H. Una delle faide più lunghe di tutti i tempi è stata quella tra Ric Flair e Ricky Steamboat: secondo Flair, dal finire degli anni settanta fino alla prima metà degli anni novanta, tra Mid-Atlantic Championship Wrestling, National Wrestling Alliance e World Championship Wrestling i due si affrontarono in più di duemila match, anche se molti di essi erano degli eventi dal vivo non ripresi dalle telecamere (house show).

## Casistica
Benché alla base della faida vi sia una rivalità "fasulla" perché costruita dal team creativo della federazione, può anche accadere che una rivalità venga studiata prendendo spunto da fatti accaduti nella vita reale o da situazioni di conflitto tra wrestler nella vita di tutti i giorni. Due esempi di questa tipologia di faida, peraltro assai rara, sono:
- la rivalità tra Bret Hart e Shawn Michaels, universalmente riconosciuta come una delle più importanti nella storia della WWE (all'epoca conosciuta come World Wrestling Federation), nota anche per il famigerato "Screwjob di Montréal" e alla base della quale vi era una totale vicendevole mancanza di stima tra i due,[11] che si sono, però, riappacificati anni dopo sia nella loro vita privata,[12][13] sia nei programmi televisivi della WWE, quando, nella puntata di Raw del 4 gennaio 2010, Michaels ha chiesto ancora una volta pubblicamente scusa a Hart e i due si sono poi abbracciati;[14]
- la faida che ha coinvolto Adam Copeland (Edge) e Amy Dumas (Lita) da una parte e Matt Hardy dall'altra.[15][16] Gli scrittori creativi della WWE decisero di portare sul ring una situazione realmente accaduta ai tre: Dumas aveva tradito Hardy, suo fidanzato storico, con Copeland, fino a quel momento uno degli amici più cari di Hardy.[17][18][19]